# Кубок світу з біатлону 2008—2009

## Таблиці

### Загальний залік. Чоловіки
| Місце | Біатлоніст           | Очки |
| ----- | -------------------- | ---- |
|       | Уле-Ейнар Б'єрндален | 1080 |
| 2     | Томаш Сікора         | 870  |
| 3     | Еміль Хегле Свендсен | 844  |

### Спринт. Чоловіки
| Місце | Біатлоніст           | Очки |
| ----- | -------------------- | ---- |
|       | Уле-Ейнар Б'єрндален | 372  |
| 2     | Томаш Сікора         | 337  |
| 3     | Еміль Хегле Свендсен | 318  |

### Переслідування. Чоловіки
| Місце | Біатлоніст           | Очки |
| ----- | -------------------- | ---- |
|       | Уле-Ейнар Б'єрндален | 342  |
| 2     | Еміль Хегле Свендсен | 308  |
| 3     | Томаш Сікора         | 276  |

### Мас-старт. Чоловіки
| Місце | Біатлоніст           | Очки |
| ----- | -------------------- | ---- |
|       | Домінік Ландертінгер | 208  |
| 2     | Уле-Ейнар Б'єрндален | 199  |
| 3     | Крістоф Зуманн       | 197  |

### Індивідуальна гонка
| Місце | Біатлоніст    | Очки |
| ----- | ------------- | ---- |
|       | Міхаель Грайс | 146  |
| 2     | Іван Черезов  | 120  |
| 3     | Максим Чудов  | 119  |

### Естафета. Чоловіки
| Місце | Команда   | Очки |
| ----- | --------- | ---- |
| 1     | Австрія   | 276  |
| 2     | Норвегія  | 254  |
| 3     | Німеччина | 247  |

## Таблиці. Жінки

### Загальний залік. Жінки
| Місце | Біатлоністка   | Очки |
| ----- | -------------- | ---- |
|       | Гелена Юнссон  | 952  |
| 2     | Каті Вільгельм | 952  |
| 3     | Тура Бергер    | 894  |

### Спринт. Жінки
| Місце | Біатлоністка     | Очки |
| ----- | ---------------- | ---- |
|       | Гелена Юнссон    | 372  |
| 2     | Маґдалена Нойнер | 358  |
| 3     | Тура Бергер      | 352  |

### Переслідування. Жінки
| Місце | Біатлоністка   | Очки |
| ----- | -------------- | ---- |
|       | Каті Вільгельм | 272  |
| 2     | Тура Бергер    | 246  |
| 3     | Мартіна Бек    | 244  |

### Мас-старт. Жінки
| Місце | Біатлоністка     | Очки |
| ----- | ---------------- | ---- |
|       | Гелена Юнссон    | 210  |
| 2     | Каті Вільгельм   | 186  |
| 3     | Сімоне Хаусвальд | 174  |

### Індивідуальна гонка
| Місце | Біатлоністка     | Очки |
| ----- | ---------------- | ---- |
|       | Маґдалена Нойнер | 129  |
| 2     | Ева Тофалві      | 123  |
| 3     | Тура Бергер      | 122  |

### Естафета
| Місце | Команда   | Очки |
| ----- | --------- | ---- |
| 1     | Німеччина | 288  |
| 2     | Франція   | 242  |
| 3     | Україна   | 232  |